# Clubiona australiaca
Clubiona australiaca là một loài nhện trong họ Clubionidae.
Loài này thuộc chi Clubiona. Clubiona australiaca được Gábor von Kolosváry miêu tả năm 1934.